# Lev Borisovič Kamenev
Lev Borisovič Kamenev, pseudonimo di Rozenfel'd - in russo Лев Борисович Каменев (Розенфельд)?  - (Mosca, 18 luglio 1883 – Mosca, 25 agosto 1936), è stato un rivoluzionario e politico russo, processato e condannato a morte nel periodo delle Grandi purghe.

## Biografia

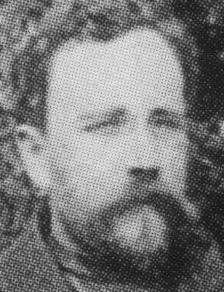
Kamenev nel 1915

Lev Kamenev nacque da padre ebreo e madre russa ortodossa, istruiti e di opinioni politiche radicali. La madre aveva frequentato i corsi universitari riservati alle donne dell'Istituto Bestužev, a Pietroburgo; il padre, già meccanico della ferrovia Mosca-Kursk, si laureò poi in ingegneria all'Istituto di Tecnologia della capitale, dove ebbe per compagno di studi Ignatij Grinevickij, l'attentatore di Alessandro II. Dopo la laurea si trasferì con la famiglia a Landvorovo, un villaggio della provincia di Vilno, dove diresse una fabbrica di chiodi per conto delle ferrovie.
Kamenev fece i primi studi a Vilno, anche lavorando nell'officina durante le vacanze. Nel 1896 la famiglia si stabilì a Tbilisi, dove il padre era stato trasferito. Qui Kamenev proseguì gli studi ginnasiali e s'introdusse per la prima volta nei circoli politici clandestini: il Programma dei lavoratori di Ferdinand Lassalle fu la sua prima lettura illegale. Gli arresti che nel 1900 colpirono molti studenti della città non riguardarono Kamenev, che però fu sospettato di connivenza, e il ginnasio lo licenziò nel 1901 con una nota di cattiva condotta che gli precluse la possibilità di continuare gli studi universitari a Tbilisi. Si trasferì allora a Mosca per frequentarvi all'Università i corsi di giurisprudenza.
All'Università di Mosca fu scelto dai compagni del suo corso come rappresentante alla Fraternità (Zemljačestva), la corporazione degli studenti, e il 21 febbraio 1902 prese parte a una riunione che fu sciolta dalla polizia. Seguirono gli arresti dei capi del movimento studentesco ma Kamenev, con altri, riorganizzò la Fraternità e andò a Pietroburgo per stabilire legami con gli studenti della capitale. Qui organizzò, il 26 marzo, una manifestazione di studenti e operai, che provocò l'intervento della polizia e Kamenev fu arrestato.

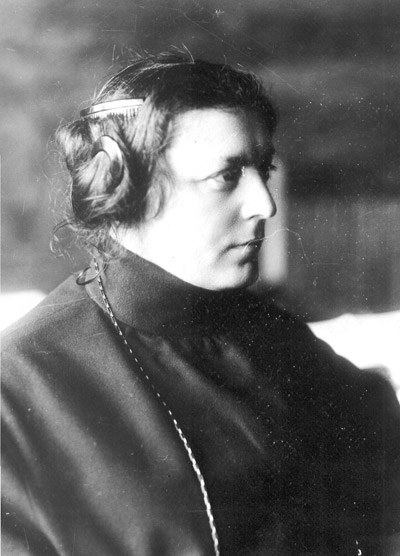
Ol'ga Davidovna Bronštejn, prima moglie di Kamenev, nel 1926

Liberato dopo un paio di mesi ed espulso dall'Università, fu rimandato a Tbilisi, dove si unì al locale circolo socialdemocratico svolgendo propaganda politica presso i ferrovieri. Nell'autunno del 1902 si trasferì a Parigi, entrando nel gruppo dell'Iskra e facendo la conoscenza di Lenin, da lui definita "determinante sulla sua sorte e sulle sue attività future". Trasferitosi a Ginevra, dove si era installata la redazione della rivista, criticò, in contrasto con Martov, le posizioni dei "marxisti legali" Struve, Berdjaev e Bulgakov.
Dopo il II Congresso del partito social-democratico, tenuto nell'agosto del 1903 a Londra, Kamenev tornò brevemente in Russia. Nuovamente a Parigi, in una riunione del Bund conobbe Ol'ga Bronštejn, una delle sorelle di Trockij, che sposò due anni dopo. Avranno due figli e Kamenev divorzierà nel 1927 per sposare l'anno dopo Tat'jana Glebova. Ancora a Tbilisi alla fine del 1903 per organizzare con il gruppo locale del POSDR lo sciopero dei ferrovieri del Caucaso, fu costretto dalla reazione della polizia a fuggire a Mosca, dove venne coinvolto dalla lotta interna al Partito tra menscevichi e bolscevichi, e Kamenev si pose tra questi ultimi, insieme con la rappresentante del Comitato centrale Rozalija Zemljačka. Altri arresti colpirono nel febbraio del 1904 l'organizzazione moscovita, che stava preparando una grande manifestazione per il 4 marzo.
Alla fine di giugno Kamenev fu scarcerato e rimandato a Tbilisi, dove entrò nel Comitato dell'Unione del Caucaso, del quale faceva parte anche Stalin. Il Comitato pubblicava un giornale illegale, la Bor'ba Proletariata ("La Lotta del proletariato"), pubblicato in russo, georgiano ed armeno. Nello stesso tempo Kamenev collaborava al Vperëd ("Avanti"), il settimanale pubblicato a Ginevra da Lenin.

### Rivoluzione del 1905
Nel 1905, durante la rivoluzione, fu inviato nella Russia centrale per propagandare la tattica bolscevica, Alla fine di ottobre si trovò a Minsk tra i dimostranti sui quali sparò l'esercito zarista. Riparato a San Pietroburgo, si trovò a contatto con Lenin quando questi tornò in Russia, collaborando a tutte le pubblicazioni legali e illegali e proseguendo nell'opera di propaganda e agitazione, finché il 1º maggio 1908 fu arrestato per aver preparato volantini contro il governo. Rilasciato a luglio, raggiunse a Ginevra il Centro estero del Partito ed entrò nella redazione dell'organo Proletarij.
Delegato bolscevico all'Ufficio dell'Internazionale socialista, nel 1910 prese parte al Congresso di Copenaghen, a quello di Basilea del 1912 e al Congresso dei socialdemocratici tedeschi di Chemnitz. Ancora nel 1912 pubblicò il libro Due partiti, scritto sotto la supervisione di Lenin, che segnò la definitiva rottura con i menscevichi.
Nel 1913 raggiunse Lenin e Zinov'ev a Cracovia, da dove fu inviato a Pietroburgo a dirigere la Pravda e la frazione dei deputati bolscevichi alla IV Duma. Nel luglio del 1914 il giornale fu proibito dalle autorità zariste e Kamenev si trasferì in Finlandia. Nel frattempo scoppiò la guerra e il 18 novembre Kamenev fu arrestato mentre a Ozerki, un villaggio vicino a Pietrogrado, presiedeva una riunione con i cinque deputati Badaev, Petrovskij, Muranov, Šagov, Samojlov e altri compagni. Nel processo tenuto nel maggio del 1915 furono tutti condannati alla deportazione in Siberia.

### Rivoluzione di febbraio
Rilasciato subito dopo la rivoluzione del febbraio 1917, si trovò a dirigere il Partito bolscevico con Stalin e Muranov, in attesa del ritorno in Russia di Lenin, che avvenne il 16 aprile. Lenin modificò radicalmente la tattica bolscevica presentando le sue Tesi che furono approvate nella conferenza di Pietrogrado tenutasi dal 7 al 12 maggio, nella quale Kamenev fu eletto al Comitato centrale del Partito. Nello stesso tempo, egli rappresentò i bolscevichi nel Comitato esecutivo del soviet di Pietrogrado e poi nel Comitato esecutivo centrale panrusso dei soviet.
Dopo le dimostrazioni di luglio, i controrivoluzionari, il governo provvisorio, i cadetti e parte dei socialrivoluzionari e dei menscevichi sperarono di distruggere politicamente i bolscevichi scatenando contro di loro una campagna di diffamazione. Mentre Lenin e Zinov'ev, accusati di essere al soldo della Germania, furono costretti a nascondersi, Kamenev fu arrestato con l'accusa di essere un agente dell'Ochrana.

### Opposizione all'insurrezione

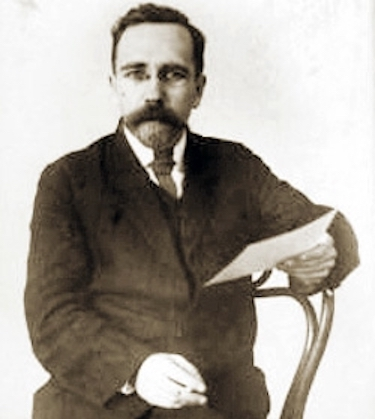
Kamenev nel 1918

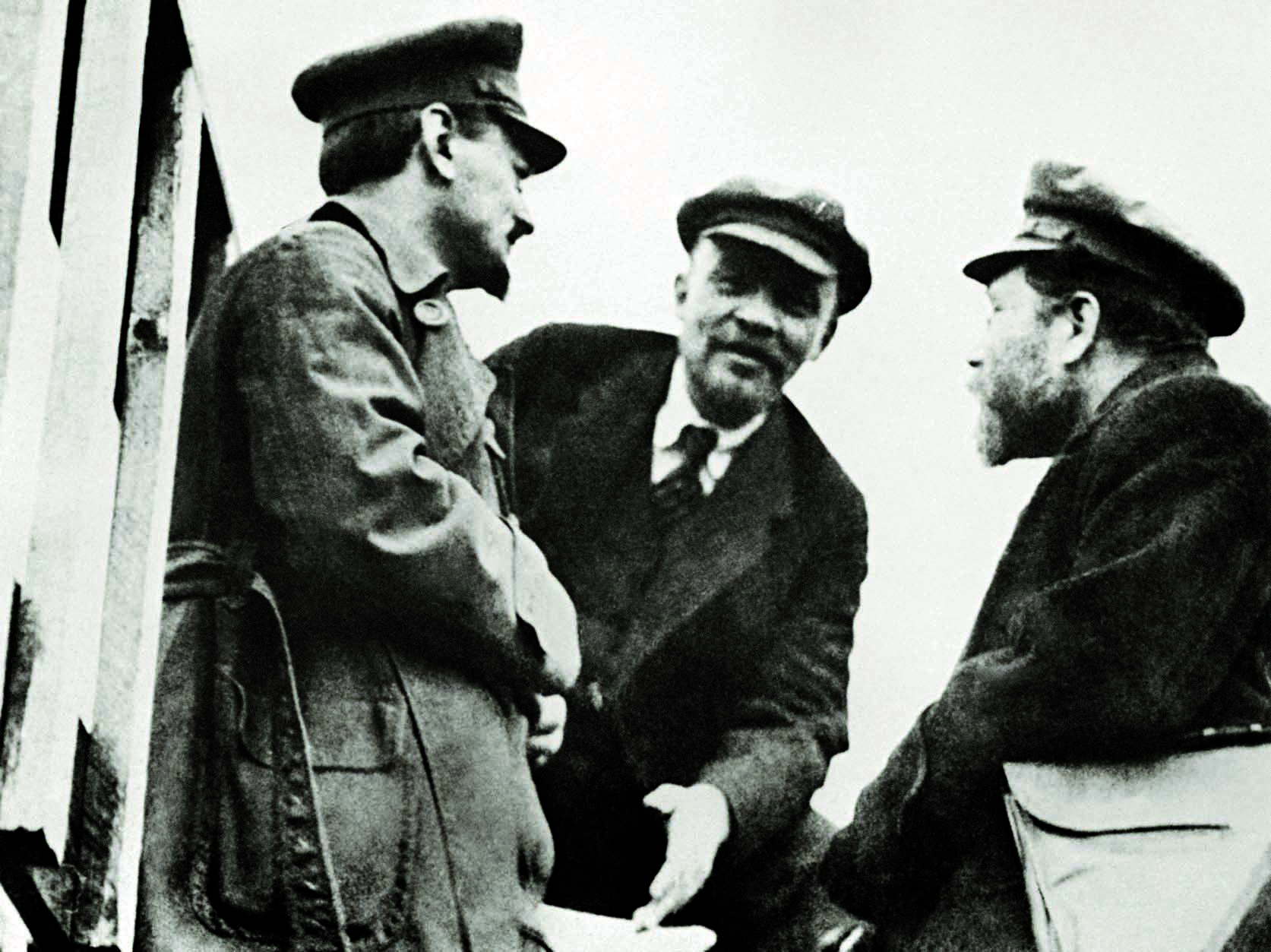
Trockij, Lenin e Kamenev nel 1919

Rilasciato, il 23 ottobre (10 ottobre nel vecchio calendario) prese parte alla riunione clandestina del dodici membri del Comitato centrale bolscevico che decise l'insurrezione proposta Lenin. Soltanto Kamenev e Zinov'ev si opposero e il giorno dopo motivarono con la lettera Sul momento presente la loro posizione alle principali organizzazioni del Partito. Sostenevano che, malgrado i bolscevichi fossero ormai in maggioranza nei soviet, occorreva attendere le elezioni per l'Assemblea costituente e ottenervi la maggioranza relativa. Soviet e Assemblea costituente avrebbero governato insieme il paese e i bolscevichi sarebbero stati la forza dominante.
Il 29 (16) ottobre vi fu una nuova riunione, allargata ai quadri bolscevichi di Pietrogrado. Dei venticinque partecipanti, ancora soltanto Kamenev e Zinov'ev si opposero all'insurrezione. Il 30 (17) ottobre il Comitato esecutivo centrale dei soviet rimandò al 7 novembre (25 ottobre) l'apertura del II Congresso panrusso dei soviet e il 31 (18) ottobre Kamenev rilasciò al giornale Novaja Žizn' un'intervista, nella quale confermò l'esistenza della lettera scritta la settimana prima, sottolineando che "un sollevamento armato, pochi giorni prima del congresso dei soviet, sarebbe una decisione inammissibile e fatale per il proletariato e per la rivoluzione".
La pubblica rivelazione del preparativo insurrezionale, "incredibile atto di crumiraggio", fece infuriare Lenin, che chiese l'espulsione di Kamenev e di Zinov'ev, ma non se ne fece nulla, mentre l'inizio dell'insurrezione venne fissata alla sera del 6 novembre (24 ottobre). La rivoluzione aveva già vinto a Pietrogrado quando il II Congresso dei soviet aprì la seduta alle 22.40 del 7 novembre (25 ottobre). I bolscevichi vi avevano la maggioranza assoluta e Kamenev fu eletto presidente del Comitato esecutivo centrale. Kamenev e Zinov'ev furono ancora all'opposizione all'interno del Partito, dichiarandosi a favore di un governo di coalizione con menscevichi e socialisti-rivoluzionari, quando questi ultimi già costituivano i Comitati di salute pubblica per combattere la rivoluzione.

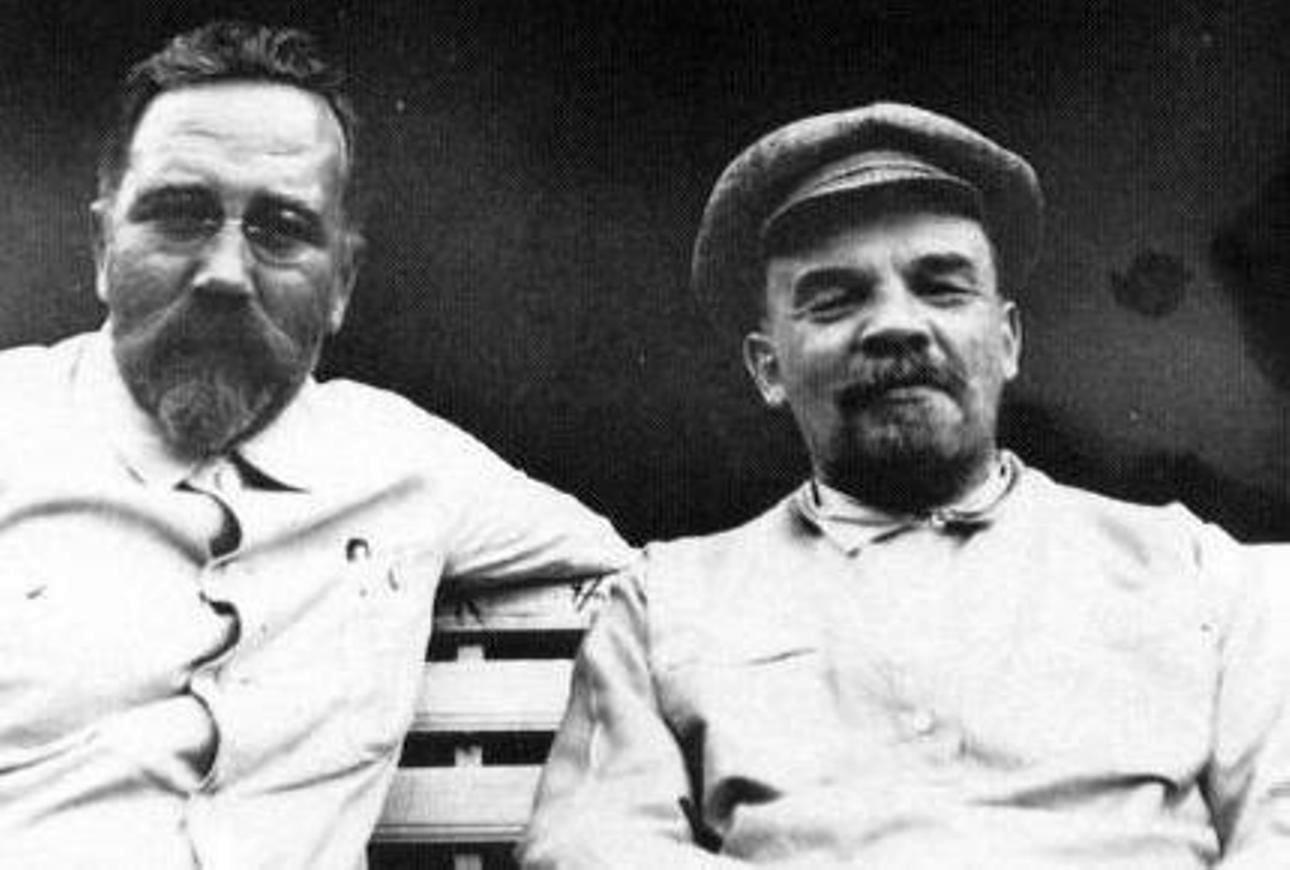
Kamenev (a sinistra) con Lenin nel 1922

Kamenev fece parte della delegazione incaricata delle trattative di pace con la Germania. Nel gennaio del 1918, in una pausa delle trattative, fu inviato in Francia e in Gran Bretagna per informare quei paesi degli obiettivi del governo sovietico, ma dopo una settimana a Londra fu espulso. Tornando in Russia attraverso la Finlandia, quando la guerra civile era già iniziata, Kamenev fu catturato dai Bianchi, e in agosto fu liberato in uno scambio di prigionieri. Nel 1919 fu delegato straordinario del Consiglio di difesa al fronte della guerra civile.

### La troika in opposizione a Trockij
Durante la malattia di Lenin, Kamenev divenne presidente del Soviet di Mosca e, di intesa con Zinov'ev, presidente del Soviet di Pietrogrado nonché dell'Internazionale comunista, e con Stalin, segretario del Partito, si oppose a Trockij. Essi costituirono la "trojka" della quale Kamenev e Zinov'ev credevano di essere gli autentici capi in grado di utilizzare Stalin.
Morto Lenin, Stalin formulò la teoria del socialismo in un solo paese e riuscì a sottrarre a Kamenev il controllo dell'organizzazione di Mosca. Nel frattempo, Trockij pubblicò Le lezioni dell'Ottobre, un esteso resoconto degli eventi del 1917. Nel suo articolo, Trockij descriveva l'atteggiamento contrario di Zinov'ev e Kamenev alla presa del potere da parte dei bolscevichi nel 1917, argomento che i due avrebbero preferito non venisse rammentato. Ciò portò a una nuova lotta interna al Partito, con Zinov'ev e Kamenev nuovamente alleati di Stalin contro Trockij. Insieme ai propri seguaci, accusarono Lev Davidovič di vari errori e soprusi commessi durante la guerra civile russa. Trockij si ammalò e non fu in grado di rispondere a gran parte delle critiche, e la trojka danneggiò così tanto la sua reputazione militare che egli nel gennaio 1925 fu costretto a dimettersi da Commissario del Popolo per l'Esercito e dalla carica di Presidente del Consiglio Militare Rivoluzionario. Zinov'ev chiese persino l'espulsione dal partito per Trockij, ma Stalin si oppose volendo mantenere un ruolo da moderato.

### Rottura con Stalin (1925)
Il triumvirato Zinov'ev-Kamenev-Stalin collassò nell'aprile 1925, sebbene la situazione politica rimase in sostanziale equilibrio per tutto il resto dell'anno. Stalin strinse un'alleanza con Nikolaj Bucharin, un teorico comunista redattore della Pravda, e con il primo ministro sovietico Aleksej Rykov. Zinov'ev e Kamenev rafforzarono quindi la loro alleanza con la vedova di Lenin, Nadežda Krupskaja, formando con Grigorij Sokol'nikov, commissario del popolo per la finanza e membro candidato del Politburo, la cosiddetta "Nuova Opposizione".
La lotta politica si inasprì nel settembre 1925 durante una riunione della Commissione Centrale del Partito, e nel corso del XIV Congresso del PCUS svoltosi a dicembre, dove Kamenev arrivò a chiedere pubblicamente la rimozione di Stalin dalla carica di segretario generale. Spalleggiati dalla sola delegazione di Leningrado (controllata da Zinov'ev), Kamenev e Zinov'ev si trovarono in minoranza e furono sonoramente sconfitti. Trockij rimase in silenzio durante il congresso. Zinov'ev fu rieletto al Politburo, ma Kamenev venne retrocesso da membro con diritto di voto a membro senza voto, e Sokol'nikov subì la stessa sorte. Stalin ottenne una maggioranza schiacciante.
Il riavvicinamento a Trockij non mutò i rapporti di forza e Kamenev, con lo stesso Trockij e Zinov'ev, fu espulso dal partito nel 1927, dopo le manifestazioni dell'Opposizione di sinistra svoltesi a Leningrado, a Mosca e a Kiev.

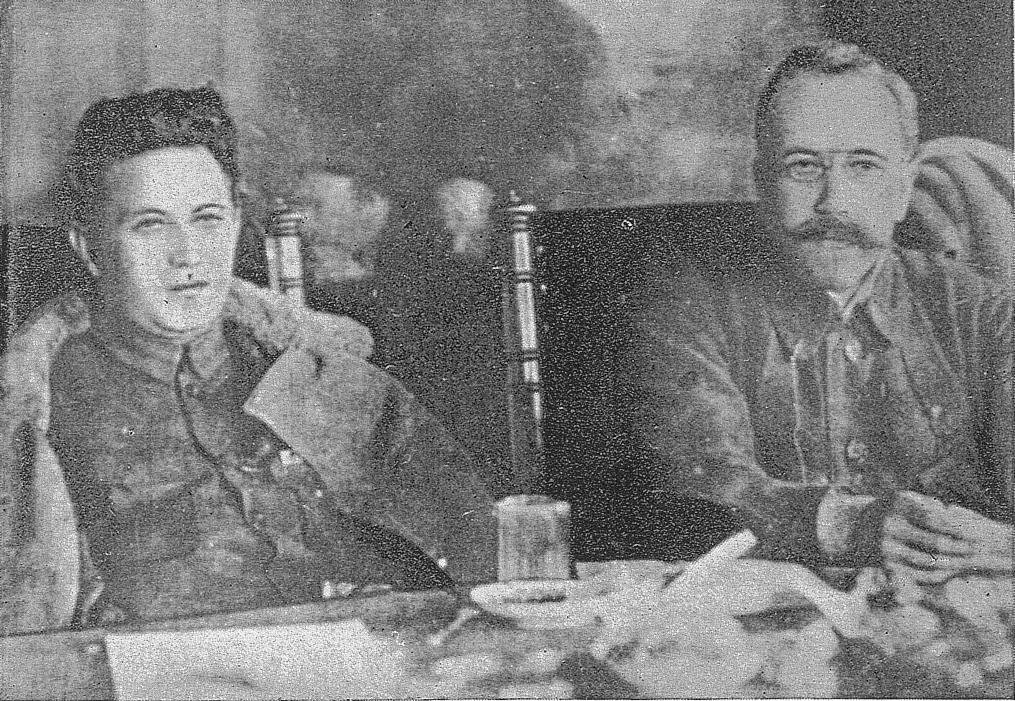
Kamenev (a destra) con Zinov'ev

Kamenev e Zinov'ev chiesero di essere riammessi nel partito proclamando, con una lettera pubblicata sulla Pravda il 27 gennaio 1928, il loro distacco dai trockisti. Sei mesi dopo la loro domanda fu accolta ma non vi occuparono alcun posto di rilievo, e nel 1932 vennero nuovamente espulsi. Nuovamente riammessi nel 1933 dopo relativa "autocritica", meno di due anni dopo furono ancora arrestati con la falsa accusa di essere implicati nell'assassinio di Sergej Kirov. Kamenev, condannato a cinque anni di prigione nel gennaio del 1935, in luglio fu condannato ad altri cinque anni di carcere in un processo che vide nel fratello il principale teste d'accusa.

### Grandi purghe
L'omicidio di Sergej Kirov avvenuto il 1º dicembre 1934 fu l'evento scatenante del periodo chiamato delle "Grandi Purghe" volute da Stalin, con le quali egli spazzò via ogni opposizione all'interno del Partito. Grigorij Zinov'ev, Kamenev e i loro più stretti collaboratori furono nuovamente espulsi dal PCUS ed infine arrestati nel dicembre 1934.
Tuttavia, durante questo periodo Kamenev scrisse una lettera a Stalin di assoluta sottomissione:
(Lev Kamenev)

### "Processo dei Sedici" e morte (1936)
Nell'agosto del 1936, a Mosca, Kamenev e Zinov'ev furono i principali imputati del "processo dei Sedici": giudicati colpevoli di aver costituito un centro terrorista legato alla Gestapo, furono condannati a morte. Le accuse includevano anche quella di aver tentato di formare un'organizzazione terroristica, detta "centro trockista-zinovievista", che oltre ad aver ucciso Kirov, progettava anche di assassinare Stalin ed altri leader sovietici. Il cosiddetto "processo dei sedici" fu il primo dei "grandi processi di Mosca" e pose le basi per i successivi processi nei quali molti dei bolscevichi della prima ora "confessarono" vari crimini, inclusi spionaggio, tentativi di avvelenamento, sabotaggio, e così via. Zinov'ev e gli altri imputati furono giudicati colpevoli il 24 agosto 1936.
Prima del processo, Zinov'ev e Kamenev avevano acconsentito a dichiararsi colpevoli in cambio della promessa di non essere giustiziati e della salvezza delle rispettive famiglie, condizione accettata da Stalin. Contrariamente agli accordi, poche ore dopo la loro condanna, Stalin ordinò l'esecuzione dei due. La mattina del 25 agosto, Zinov'ev e Kamenev furono giustiziati mediante fucilazione.
Furono riabilitati solo con la glasnost di Gorbačëv, nel 1988. I due figli nati dal suo matrimonio con Ol'ga Bronštejn (1883-1941), Aleksandr (1906-1937) e Jurij (1921-1938), furono fucilati, così come la madre, uccisa l'11 settembre 1941 in un'esecuzione di massa presso Orël. Anche la seconda moglie di Kamenev, Tat'jana Glebova (1894-1937), già esiliata dopo l'esecuzione del marito, fu fucilata a Mosca il 19 agosto 1937. Il figlio Vladimir (1929-1994) divenne professore di filosofia presso l'Università tecnica statale di Novosibirsk.